# Фухай
47°06′44″ пн. ш. 87°29′33″ сх. д. / 47.11214° пн. ш. 87.49238° сх. д.
Фухай (кит. 福海县, пін. Fúhăi Xiàn) — один із повітів КНР у складі області Алтай, СУАР. Адміністративний центр — містечко Фухай.

## Географія
Повіт Фухай лежить на висоті близько 500 метрів над рівнем моря у північній частині СУАР.

### Клімат
Повіт знаходиться у зоні, котра характеризується кліматом пустель помірного поясу. Найтепліший місяць — липень із середньою температурою 23,4 °C. Найхолодніший місяць — січень, із середньою температурою -18,6 °С.
| Клімат повіту Фухай     | Клімат повіту Фухай | Клімат повіту Фухай | Клімат повіту Фухай | Клімат повіту Фухай | Клімат повіту Фухай | Клімат повіту Фухай | Клімат повіту Фухай | Клімат повіту Фухай | Клімат повіту Фухай | Клімат повіту Фухай | Клімат повіту Фухай | Клімат повіту Фухай | Клімат повіту Фухай |
| Показник                | Січ.                | Лют.                | Бер.                | Квіт.               | Трав.               | Черв.               | Лип.                | Серп.               | Вер.                | Жовт.               | Лист.               | Груд.               | Рік                 |
| Середній максимум, °C   | −12,8               | −9                  | 2,1                 | 16,2                | 23,7                | 28,5                | 29,9                | 28,4                | 22,5                | 13,5                | 1,4                 | −9,5                | 11,2                |
| Середня температура, °C | −18,6               | −15,3               | −4,4                | 8,5                 | 16,5                | 21,9                | 23,4                | 21,1                | 14,8                | 6,3                 | −4                  | −14,3               | 4,7                 |
| Середній мінімум, °C    | −23,5               | −20,8               | −10,2               | 1,6                 | 9,6                 | 15,1                | 16,8                | 14,1                | 7,8                 | 0,5                 | −8,2                | −18,5               | −1,3                |
| Норма опадів, мм        | 6.8                 | 3.5                 | 4.6                 | 7.3                 | 15.1                | 13.2                | 22.8                | 16.8                | 13.3                | 10.8                | 9.5                 | 7.6                 | 131.3               |
| Вологість повітря, %    | 79                  | 79                  | 71                  | 48                  | 44                  | 46                  | 54                  | 55                  | 56                  | 63                  | 74                  | 79                  | 62.3                |
| ----------------------- | ------------------- | ------------------- | ------------------- | ------------------- | ------------------- | ------------------- | ------------------- | ------------------- | ------------------- | ------------------- | ------------------- | ------------------- | ------------------- |
| Джерело: data.cma.cn    |                     |                     |                     |                     |                     |                     |                     |                     |                     |                     |                     |                     |                     |